# Vanjîna Dolîna, Horol
Vanjîna Dolîna (în ucraineană Ванжина Долина) este un sat în comuna Ștompelivka din raionul Horol, regiunea Poltava, Ucraina.

## Demografie
Componența lingvistică a localității Vanjîna Dolîna
     Ucraineană (100%)
Conform recensământului din 2001, toată populația localității Vanjîna Dolîna era vorbitoare de ucraineană (100%).